# Gardenia-Helsinki
Gardenia-Helsinki es un invernadero de plantas tropicales y jardín botánico que se encuentra en Viikki, Helsinki. Es administrado por una sociedad limitada formada por el Ayuntamiento de Helsinki y la Universidad de Helsinki.

## Localización
Gardenia se ubica en Viikki, en el centro geográfico de Helsinki, a unos 10 kilómetros del centro de la ciudad. 
Al jardín tropical se puede llegar:
- Autobuses números 57, 68, 79 y 550 o por el
- Automóvil, vía la autopista de Lahti, el camino de Kehä I (camino de circunvalación) o de Itäväylä.

Gardenia-Helsinki, Koetilantie 1, 00790 Viikki, Helsinki, Suomi-Finlandia.
Planos y vistas satelitales.60°14′0″N 25°1′0″E / 60.23333, 25.01667
El invernadero se encuentra abierto al público todos los días del año previo pago de una tarifa de entrada.

## Historia
El jardín de Gardenia, fue abierto al público en abril del 2001.

## Colecciones

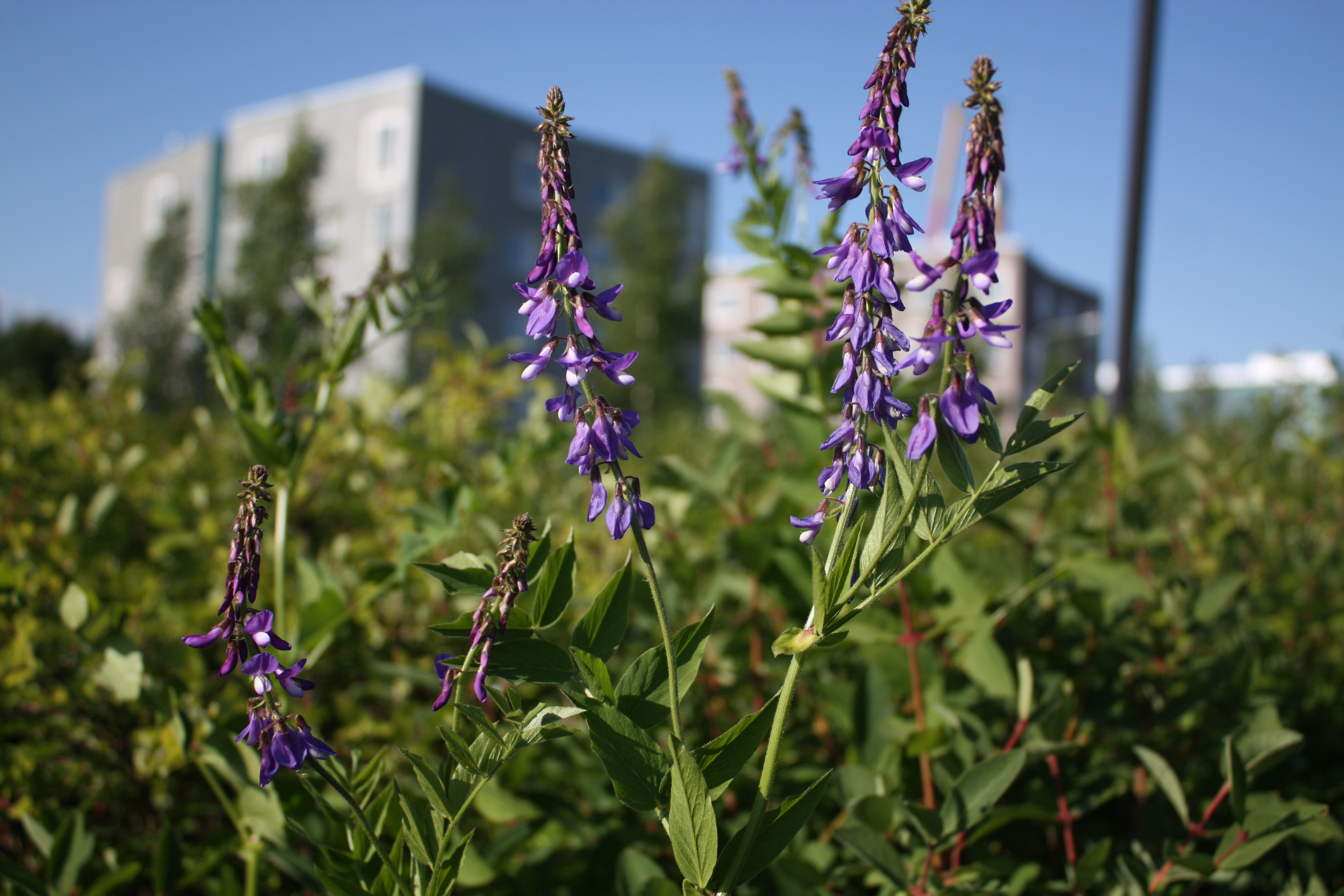
Inflorescencias de Galega orientalis en el jardín al aire libre del Gardenia-Helsinki.

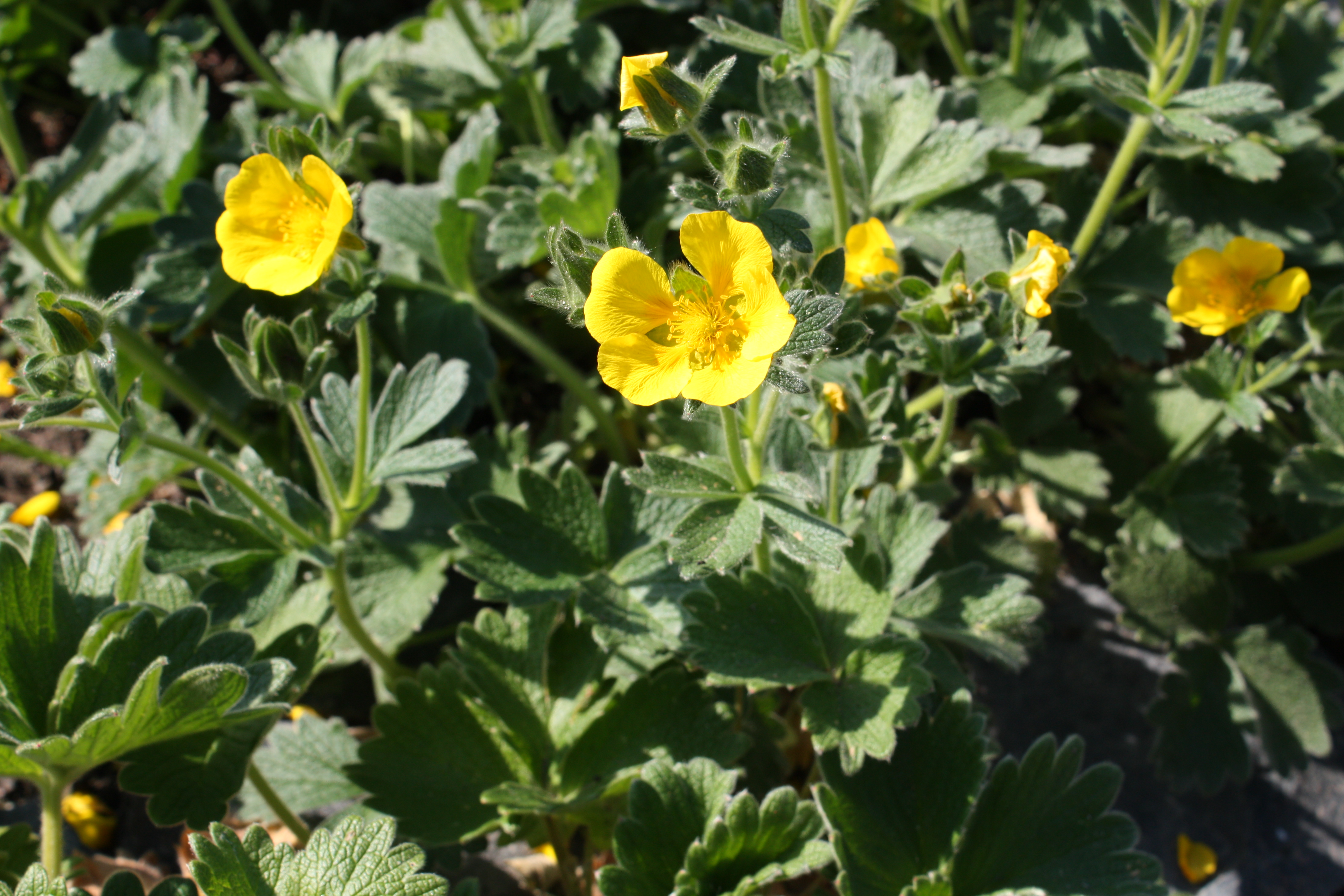
Flores de Potentilla megalantha en Gardenia-Helsinki.

Gardenia-Helsinki presenta dos ambientes diferentes: 
- El jardín al aire libre, rodeando al invernadero, donde se exhiben plantas herbáceas de climas fríos, y donde se encuentra un jardín japonés

- El invernadero tropical, donde las especies de plantas tropicales son sobre todo del Asia suroriental y enfocadas en plantas tropicales útiles al hombre, por lo que se exhiben árboles frutales, especias, e hierbas exóticas, como también las especies más importantes de la silvicultura tropical en la producción de fibras. Varios árboles de palma, los bambúes y las flores de orquídeas crean en el pasillo del invernadero una atmósfera plenamente tropical, donde además se pueden observar las plantas del arroz, el algodón, el mango y muchas otras plantas más, que requieren un hábitat cálido y húmedo.

## Alrededores
- Próximo a "Gardenia" a unos diez minutos andando, se encuentra la reserva de naturaleza de la "bahía de Vanhankaupunginlahti" es un humedal de interés internacional con arbolados circundantes de alisos.
- Arboretum de Viikki que está administrado por la Universidad de Helsinki.
- Universidad de Helsinki, Campus de Viikki.
- Museo de Agricultura de Viikki
- Museo de Tecnología de Viikki
- Museo de las Centrales Energéticas
- Helsinki Business Park

Además en Gardenia hay diversas instalaciones de cafetería, restaurante, salas de reuniones y de conferencias.